# Acacia siculaeformis
Acacia siculaeformis é uma espécie de leguminosa do gênero Acacia, pertencente à família Fabaceae.